# Улица Дворникова
Улица Дворникова — улица, расположенная в районах Лефортово и Соколиная Гора на территории Юго-Восточного и Восточного административных округов города Москвы. Прежнее название — Яковлевская улица (до 1917 года). Почтовый индекс всех адресов на улице — 111020.
Отходит от Юрьевского переулка напротив дома 22 корпус 1, имеет направление на юго-восток, проходит под железнодорожными путями Казанского направления в 300 м южнее платформы Сортировочная, выходит на проезд Энтузиастов.